# Viking (silnik rakietowy)

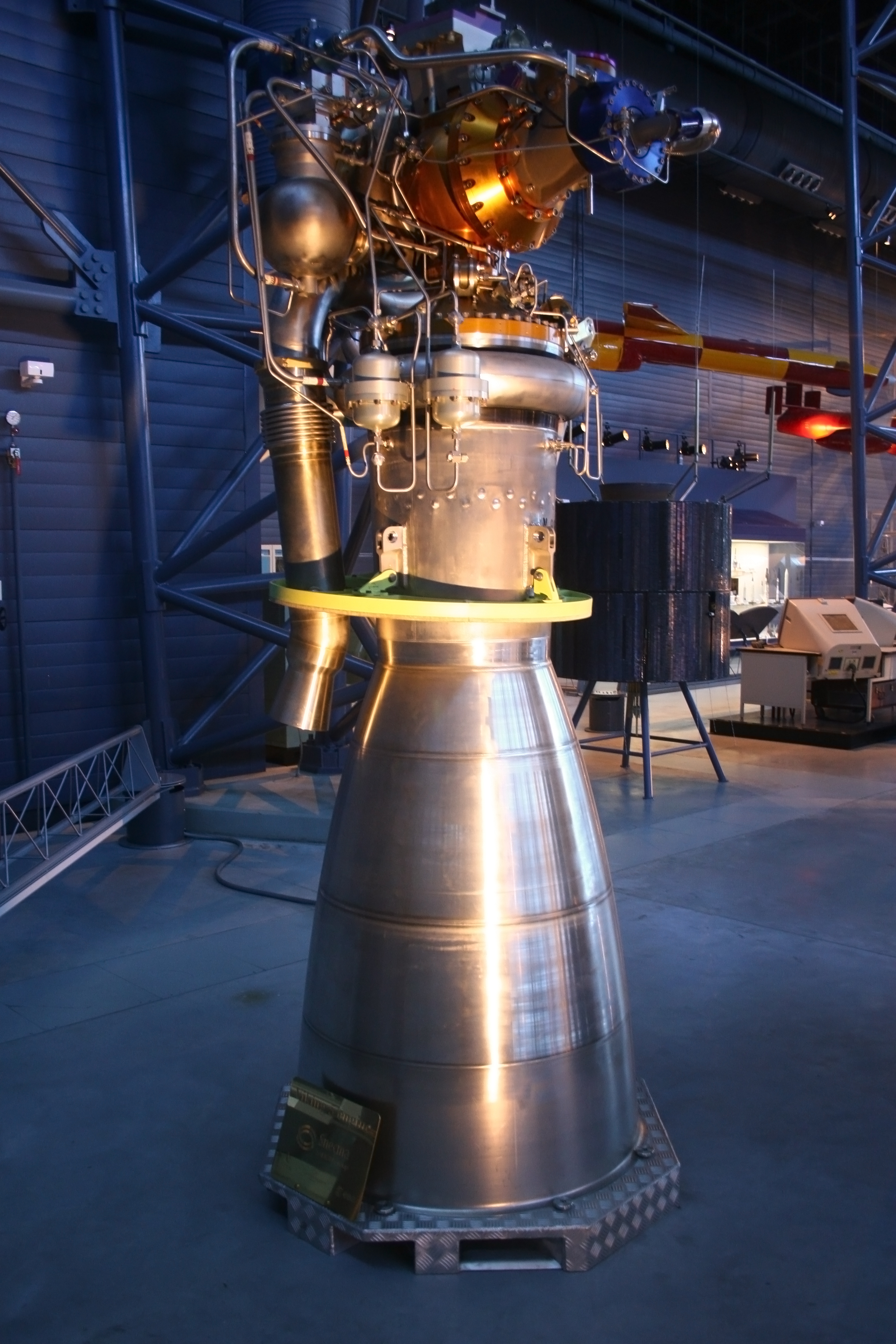
Viking 5C

Viking: seria silników rakietowych używanych w pierwszych rakietach Ariane. Jako paliwo wykorzystuje mieszaninę hipergolową.

## Dane techniczne
| Wersja                 | Viking 2                       | Viking 2B                       | Viking 4                       | Viking 4B                       | Viking 5C                       | Viking 6                               |
| ---------------------- | ------------------------------ | ------------------------------- | ------------------------------ | ------------------------------- | ------------------------------- | -------------------------------------- |
| Wysokość               | 2,87 m                         | 2,87 m                          | 3,51 m                         | 3,51 m                          | 2,87 m                          | 2,87 m                                 |
| Średnica               | 0,99 m                         | 0,99 m                          | 1,70 m                         | 1,70 m                          | 0,99 m                          | 0,99 m                                 |
| Masa                   | ?                              | ?                               | 826 kg                         | 826 kg                          | 826 kg                          | 826 kg                                 |
| Paliwo                 | N2O4 i UDMH w proporcji 1,86:1 | N2O4 i UH 25 w proporcji 1,70:1 | N2O4 i UDMH w proporcji 1,86:1 | N2O4 i UH 25 w proporcji 1,70:1 | N2O4 i UH 25 w proporcji 1,70:1 | N2O4 i UH 25 w proporcji 1,71:1        |
| Zużycie paliwa         | ca. 275 kg/s                   | ca. 275 kg/s                    | ca. 275 kg/s                   | ca. 275 kg/s                    | ca. 275 kg/s                    | ca. 275 kg/s                           |
| Moc turbiny            | 2500 kW                        | 2500 kW                         | 2500 kW                        | 2500 kW                         | 2500 kW                         | 2500 kW                                |
| Ciąg w próżni          | 690 kN                         | ?                               | 713 kN                         | 800 kN                          | 758 kN                          | 750 kN                                 |
| Ciąg na poziomie morza | 611 kN                         | 643 kN                          | -                              | -                               | 678 kN                          | ?                                      |
| Użycie                 | Ariane 1                       | Ariane 2, 3                     | Ariane 1                       | Ariane 2 - 4                    | Ariane 4                        | PAL (Ciekły dopalacz rakiety Ariane 4) |